# Chaloenus schawalleri
Chaloenus schawalleri es un coleóptero de la familia Chrysomelidae.
Fue descrita científicamente en 2005 por Medvedev.